# Pseudonicsara undulata
Pseudonicsara undulata är en insektsart som beskrevs av Sigfrid Ingrisch 2009. Pseudonicsara undulata ingår i släktet Pseudonicsara och familjen vårtbitare. Inga underarter finns listade i Catalogue of Life.